# Lloyd-Eisfall
Der Lloyd-Eisfall ist ein großer Gletscherbruch im ostantarktischen Viktorialand. Er befindet sich am Kopfende des Lillie-Gletschers und entwässert das Polarplateau zwischen der King Range in den Concord Mountains und der Millen Range in den Victory Mountains. 
Die Nordgruppe der New Zealand Federated Mountain Clubs Antarctic Expedition (NZFMCAE, 1962–1963) benannte ihn nach Roger Lloyd, einem Feldforschungsassistenten der Südgruppe dieser Forschungsreise.